# Villa La Pietra
Villa La Pietra si trova a Firenze in via Bolognese 120, e dal 1994 è sede di un campus universitario della New York University. La villa, schermata da un imponente cancello in ferro incorniciato da statue e grandi vasi, si raggiunge percorrendo un lungo viale di cipressi. Il nome della villa deriva da quello della piccola località sulla via Bolognese, che a sua volta era così appellata da un'antica pietra miliare romana che indicava il settimo miglio dalla porta nord della città di Firenze.

## Storia

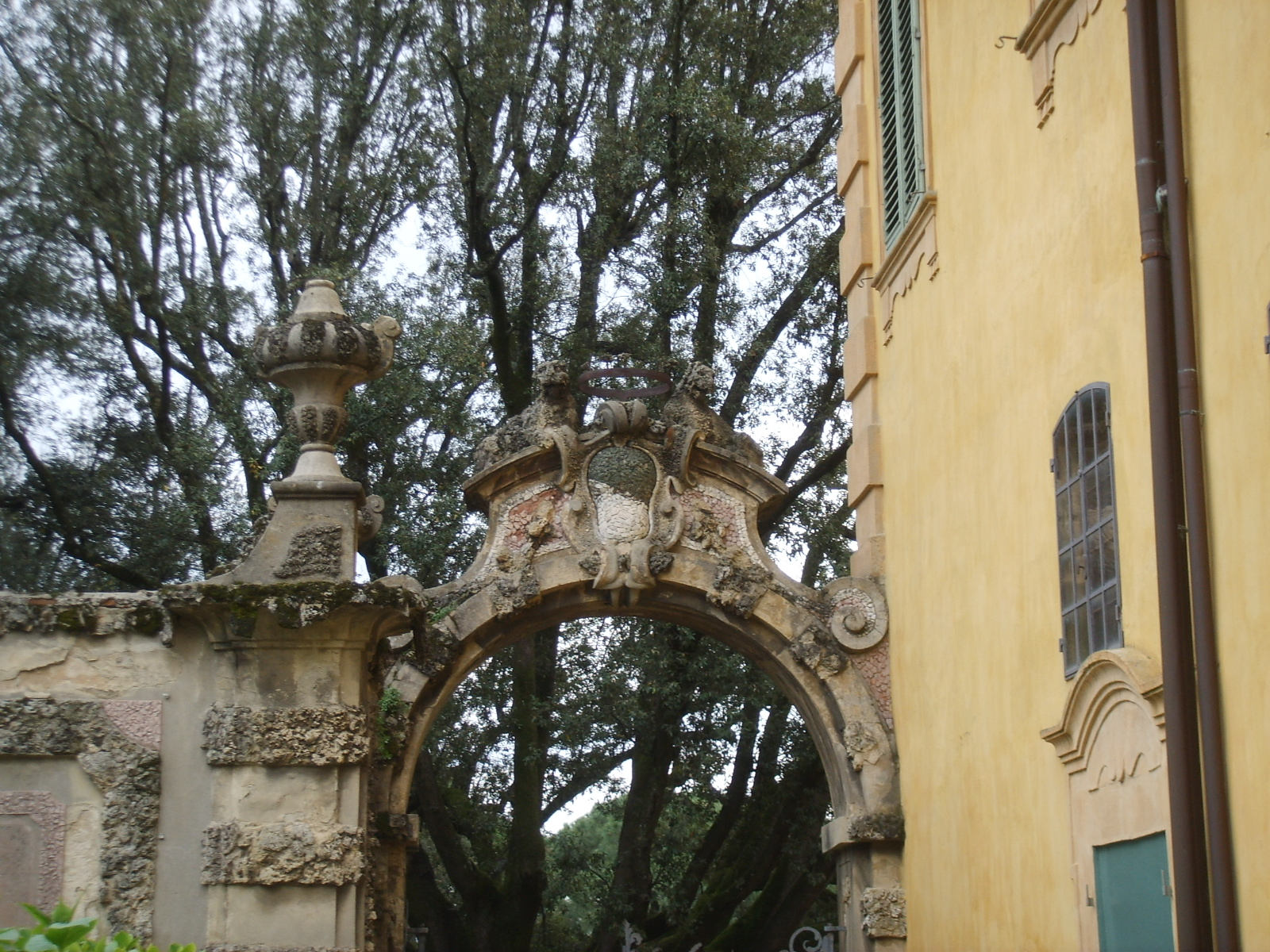
Lo stemma Capponi nel pomario

I terreni e gli edifici dove sorge la villa erano originariamente appartenuti ai Macinghi nel XIV secolo. Secondo il Carocci invece la chasa da lavoratore con podere originaria apparteneva a un certo Michele Bruni e da lui venne donata nel XV secolo ai consoli dell'Arte della Lana, che la tennero a lungo. In ogni caso nel 1460 la proprietà passò al banchiere Francesco Sassetti, che ampliò un edificio nella proprietà dandogli l'aspetto di villa secondo i canoni rinascimentali. 
I Sassetti restarono proprietari della vicina villa Sassetti, ma alienarono La Pietra a Giuliano di Piero Capponi nel 1546, la cui famiglia tenne la villa fino all'Ottocento. Il cardinale Luigi Capponi in particolare, dopo un soggiorno in Romagna come legato pontificio, tornò a Firenze scegliendo proprio questa villa come residenza e, per l'occasione, si prodigò nel conferirle l'aspetto di una sontuosa dimora barocca. L'edificio signorile venne praticamente ricostruito: per esempio al centro, al posto del cortile porticato rinascimentale a base quadrata, venne ricavato un ambiente a base ellittica con una scenografica scalinata, coperto da un lucernario. Tra gli elementi quattrocenteschi sopravvissuti vi furono i soffitti a volta unghiata, i medaglioni con lo stemma dei Sassetti e gli architravi in pietra serena sulle porte, sormontati poi da frontoni barocchi. In questa occasione venne aggiunto lo stemma Capponi sopra il portale posteriore, sormontato dal cappello cardinalizio.
Il Marchese Alessandro Capponi entrò in possesso della villa nel 1697 e intraprese nuove modifiche, forse avvalendosi dell'opera di Carlo Fontana e Ferdando Ruggieri, trasformando la villa nella sua forma attuale.
Nel periodo di Firenze Capitale del Regno d'Italia la villa fu sede dell'Ambasciata di Prussia. All'inizio del XX secolo la proprietà fu comprata da Arthur e Hortence Acton, i quali dal 1904, avvalendosi della collaborazione del loro giardiniere polacco, iniziarono i lavori di sistemazione del giardino.
Nel 1814 Gino Capponi vi ospitò Ferdinando III di Toscana, prima che reinsediasse a Firenze dopo la Restaurazione, come ricorda la lapide sulla facciata. Alla morte del grande scrittore e statista la villa passò in via ereditaria ai suoi nipoti della famiglia Incontri, il cui stemma coi due leoni e banda trasversale è visibile sia sulla seconda cancellata, davanti alla villa, sia sulla facciata posteriore della villa.
Venne poi venduta agli Acton. Gli Acton si dedicarono soprattutto alla ristrutturazione del giardino, intenzionati a riproporre un impianto classico "all'italiana" su tre terrazze digradanti. Molte delle statue acquistate da Arthur Acton per arredare il giardino, opere soprattutto del veneziano Federico Bonazza, provengono dalle ville venete del Brenta. 
Ereditata dal figlio Harold Acton, la villa fu un rilevante centro culturale, e vi venne collocata la straordinaria collezione di dipinti, statue, arazzi, affreschi, materiale archeologico, ceramico ed oggetti di arte varia, secondo un gusto puramente estetico. Harold, scrittore, collezionista d'arte e dandy, fu uno degli ultimi esponenti della comunità anglo-fiorentina che animò per più di un secolo i salotti e i locali storici fiorentini. Tra gli ospiti della villa ci furono i reali inglesi, come Carlo d'Inghilterra, che qui si dilettò nel ritrarre i dolci pendii tra le vie Bolognese e Faentina. 
Alla morte di Acton la villa venne trasmessa in eredità alla New York University, dopo che il suo proprietario aveva saggiato la disponibilità ad accogliere il legato anche dell'Università di Oxford, che diede parere negativo.
La NYU ha qui stabilito il suo campus più vasto in Europa ed ha iniziato dal 2000 un capillare programma di restauro della villa, del giardino e delle collezioni, che sono state integralmente catalogate. Il restauro del giardino, che ha reso necessario il reimpianto di numerose specie vegetali, ha impiegato circa dieci anni ed è a oggi quasi concluso. In futuro è in progetto un restauro delle fontane e delle statue. 

## Descrizione

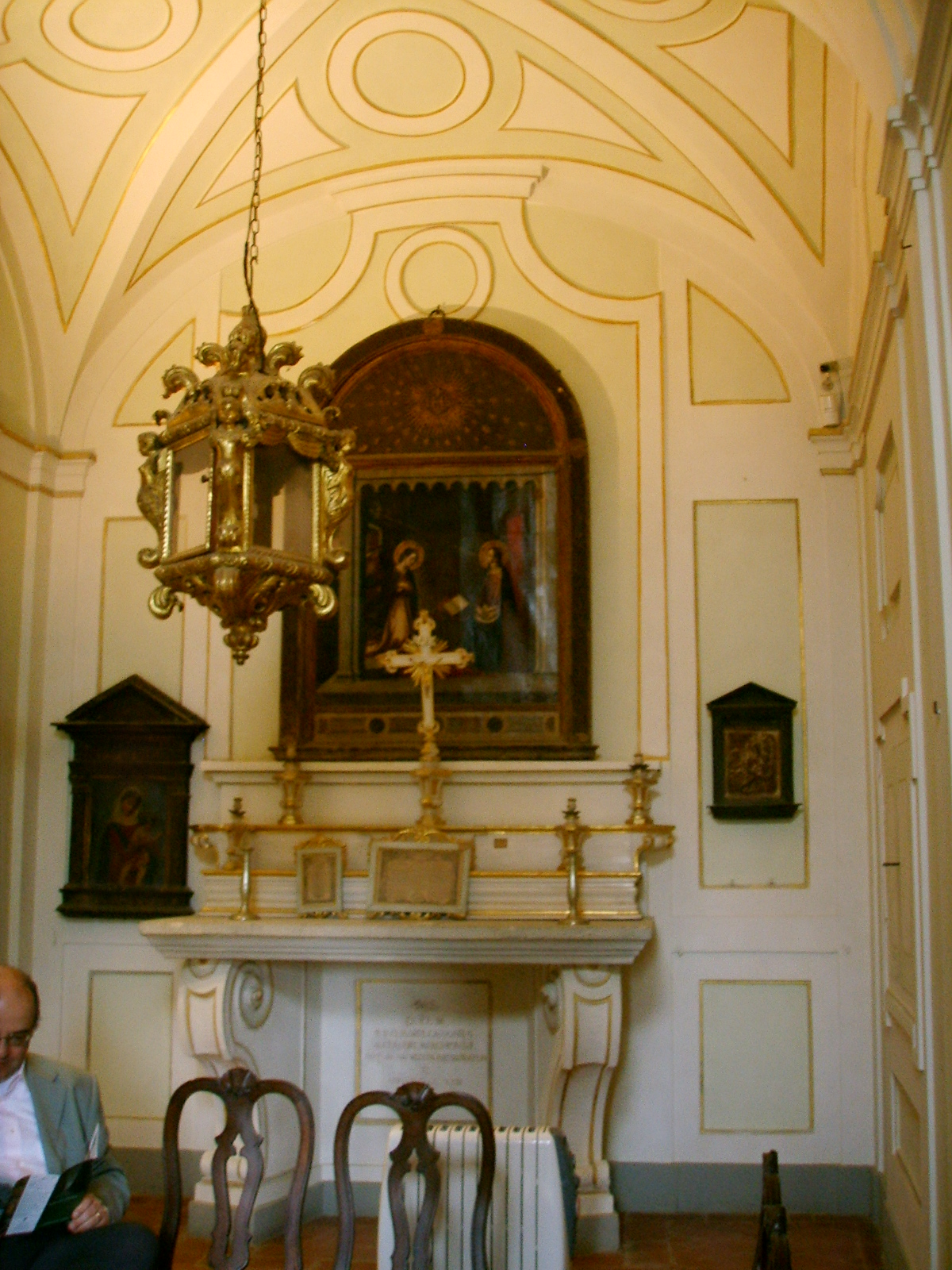
La cappellina

Su via Bolognese si incontrano oggi due edifici-portineria che inquadrano la cancellata su via Bolognese: risalgono all'epoca dei Capponi, nonostante qualche preesistenza come testimonia uno stemma dei Sassetti su quello di destra. Da qui parte il suggestivo viale dei cipressi, che taglia i poderi coltivati a olivo, fino a un secondo cancello: qui un pontile venne creato all'epoca degli Incontri per far passare al di sotto via Bassi, che anticamente correva davanti alla villa, separandola così dai terreni della villa. 
Davanti alla villa si trova una rotonda contornata da alte siepi di bosso, con al centro una grande vasca antica. 
La villa ha una pianta compatta, con alcuni assi principali lungo i quali sono poste le stanze, che corrispondono anche agli assi prospettici del giardino. 
In una sala al pianterreno esistono alcune rappresentazioni di ville fiorentine tra le quali la stessa La Pietra. Alcune piccole sale sono affrescate, come quella con le finte rovine, di aspetto tipicamente settecentesco, dove sono stati aggiunti in un'epoca posteriore (forse su commissione di Gino Capponi) le raffigurazioni di numerosi volatili di pregevole fattura, tra i quali spiccano sulla parete sud due "capponi", riferimento probabile al cognome familiare.
La cappellina privata si trova al pian terreno, con accesso da un portone che dà sull'esterno a sinistra del portale principale; vi sono conservate alcune tavole di arte sacra tra le quali un'Annunciazione e un San Sebastiano.

## Giardini

### Il pomario

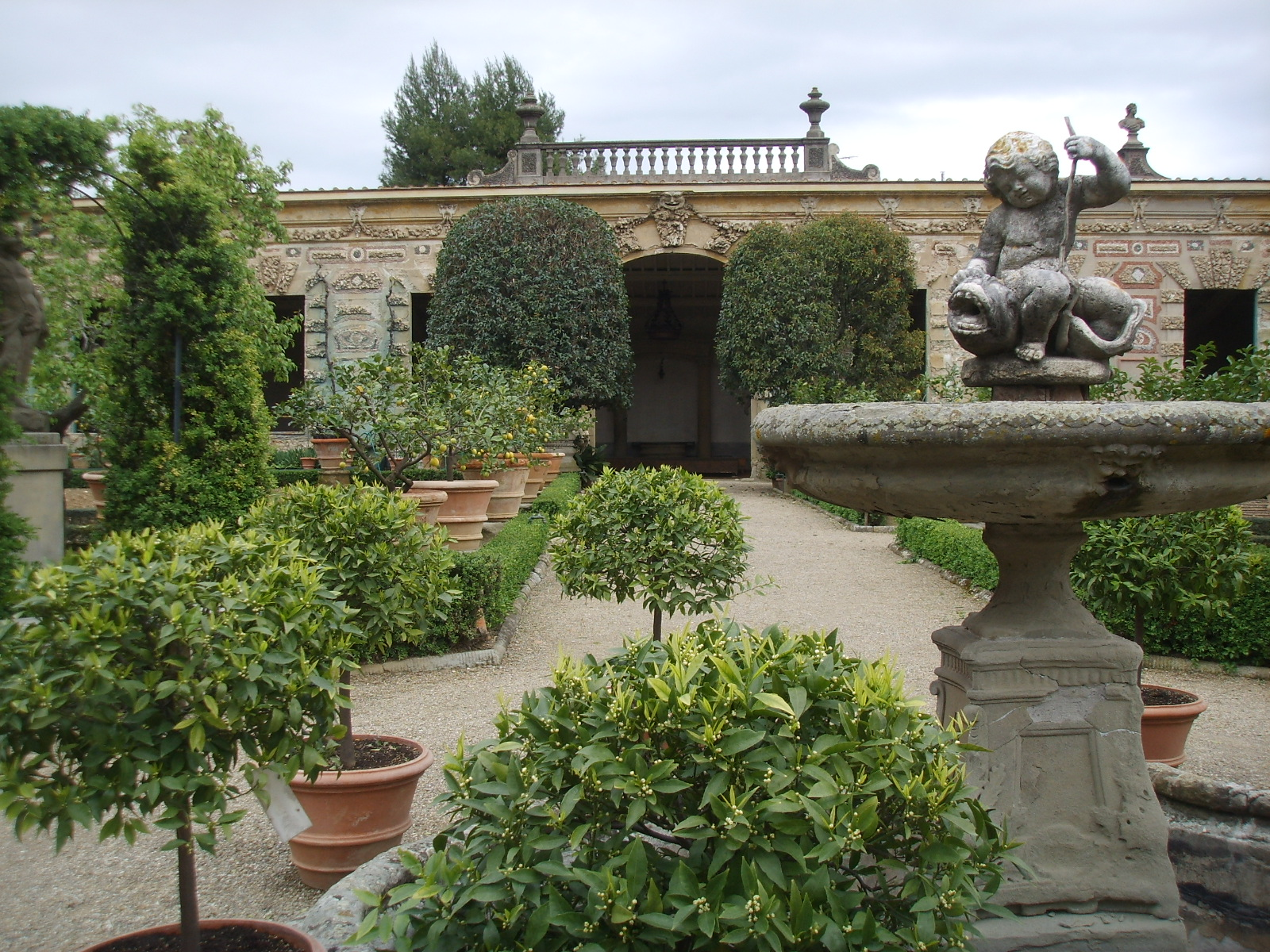
Il pomario con la fontana e la limonaia

L'unica parte che rimase inalterata fu quella corrispondente all'antico giardino dei limoni racchiuso da mura, il pomario, posto sul lato sinistro della facciata. Il giardino murato segue l'impianto tipicamente scenografico del giardino barocco, con aiuole geometriche nelle quali vengono sistemati, nei mesi caldi, orci in terracotta contenenti agrumi, che nella stagione invernale sono ricoverati nella limonaia, posta a chiedere il lato nord del pomario.
Le pareti della limonaia e dei muretti di cinta sono decorate da fantasiosi intarsi con ciottoli di fiume e conchiglie, intervallati da mascheroni e statue. Dentro lo stanzone della limonaia, che ha il pavimento sterrato per creare il microclima ideale per gli agrumi, si trovano due nudi femminili in legno, stuccati ad imitazione della pietra, alti circa due metri. Al di sopra della limonaia si trova un'ampia terrazza panoramica.

### Il giardino all'italiana

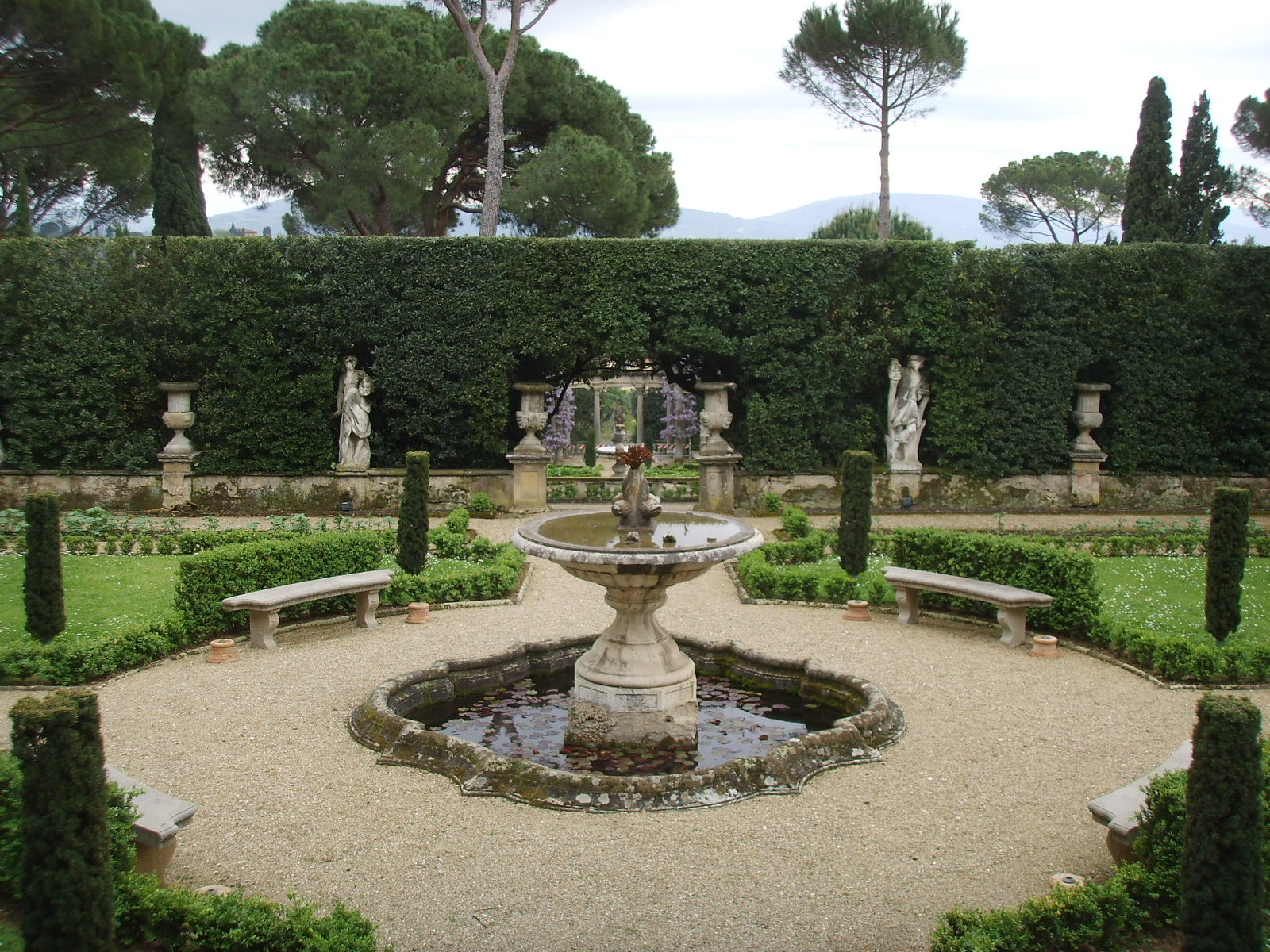
La terrazza intermedia

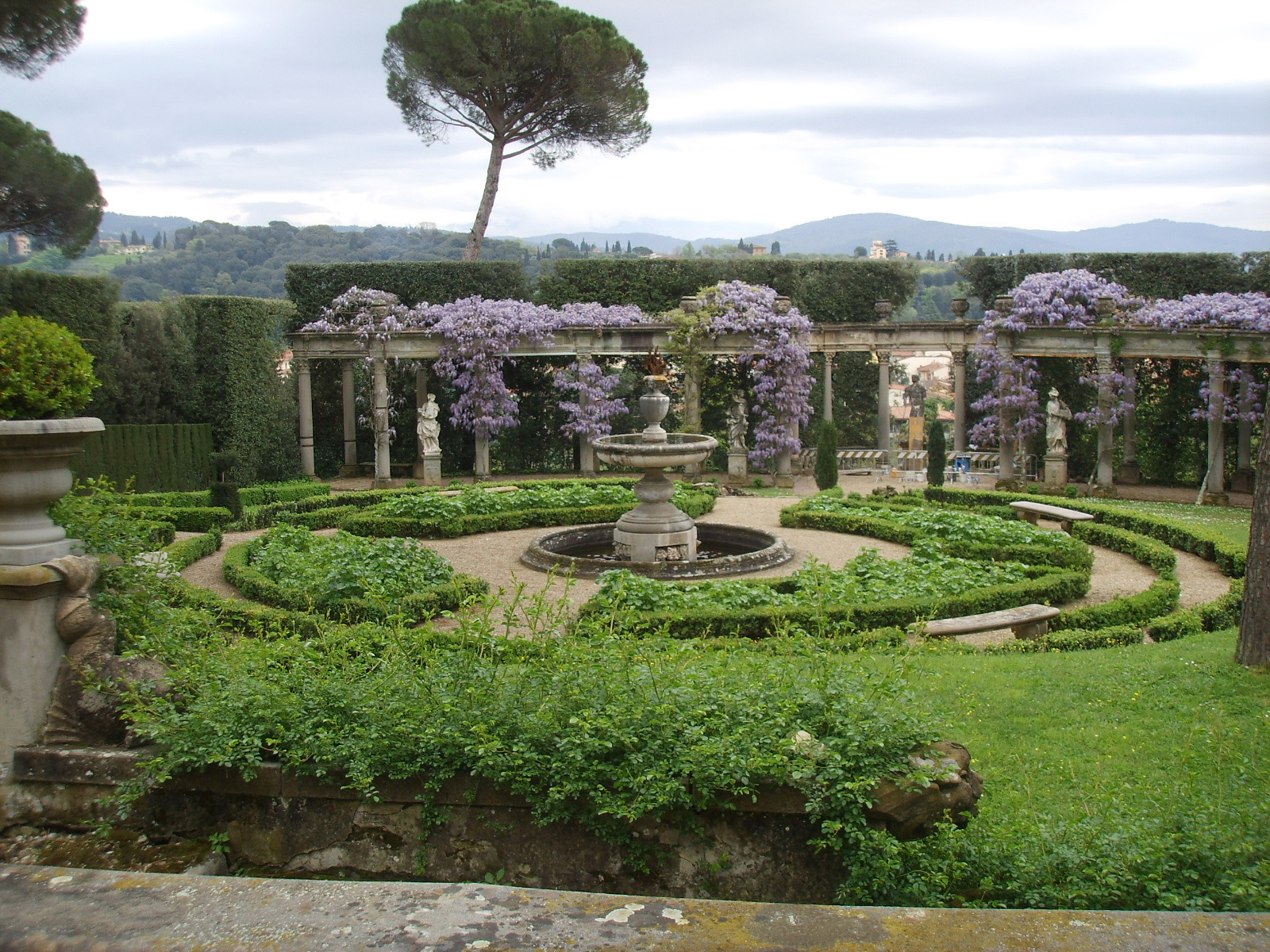
La terrazza inferiore, rotonda con l'esedra

Sul retro della villa si dispone la fetta più ampia del giardino, che segue l'impostazione all'italiana, con una serie di "stanze" su diverse terrazze, caratterizzate da ricorrenti visuali aperte sulla campagna circostante e dagli elementi architettonici e decorativi. 
Tutta questa parte del giardino risale agli inizi del Novecento, frutto di Arhur Acton e del suo giardiniere di origine polacca Mariano Ambroziewicz. Elemento che tradisce la relativa modernità dell'impianto è la presenza del pino, un albero estraneo al giardino storico all'italiana.
L'impianto è disposto essenzialmente su tre livelli. Il primo all'altezza della villa, che si distingue soprattutto sul lato sud con un arco che incornicia una statua in corrispondenza dell'asse longitudinale della villa; qui si trova una terrazza con statue e vasi di terracotta, la grotta e una copia della fontana della Botticella di Boboli; davanti alla villa una balaustra decorata da statue cinge la scalinata che porta al livello intermedio. Il secondo livello ha al centro una "stanza" cinta da siepi con una vasca al centro; nella vegetazione si aprono nicchie con sculture e sotto la scalinata si trova un sarcofago antico usato a mo' di vasca da fontana. A destra e a sinistra sono presenti altre aree con scorci architettonici: un pergolato a destra e un tempietto a base rotonda con cupoletta sulla sinistra.
Attraverso una scalinata coperta dalla vegetazione formante una galleria, si arriva, passando da due coppie di colonne con un frontone spezzato, al livello inferiore, con al centro una rotonda decorata da statue e da un'esedra con colonne corinzie che regge un pergolato con glicini sullo sfondo dei vigneti e uliveti che digradano verso la valle del Mugnone; al centro si trova una vasca, circondata da aiuole che compongono un anello. A destra si accede a un suggestivo prato circolare con archi in cipresso che incorniciano statue, tra le quali un colosso, opera di Orazio Marinali; da qui si può scendere a valle verso un ulteriore livello dove un prato dal terreno particolarmente povero permette la crescita spontanea di orchidee: da qui si gode una magnifica vista di Firenze, tra statue e vasi, uno dei quali è posto ad arte per comporre, da un particolare punto di vista, una forma ovale con la cupola del Brunelleschi in lontananza. 
A sinistra della rotonda si trova invece il singolare teatrino di verzura, un teatro completi di palcescenico e quinte composte da siepi in bosso, decorato da statue di personaggi della commedia dell'arte. Usato tuttora nella stagione estiva può dare spettacoli per un pubblico fino a duecento persone.

## La collezione Acton
La collezione Acton venne composta nel periodo d'oro del collezionismo a Firenze, a cavallo tra la fine dell'Ottocento e i primi decenni del XX secolo, quando operavano a Firenze alcuni grandi antiquari e vi era ancora un gran numero di opere disponibili sul mercato a prezzi relativamente più abbordabili di oggi.
Spicca una cospicua serie di dipinti a fondo oro di scuola soprattutto senese e fiorentina, con alcune opera anche di scuola lucchese e bolognese. Tra i pezzi più pregiati alcune tavole duecentesche, una Madonna col Bambino del Maestro del Bigallo e una Madonna col Bambino di Bernardo Daddi, già trafugata e recentemente recuperata. Tra i dipinti moderni si distingue una Sacra famiglia di Giorgio Vasari, con cornice originale che include alcuni piccoli pannelli dipinti, già nella camera da letto di Acton.
Notevole è la collezione di arazzi, recentemente restaurati, e gli affreschi staccati posti nella scala elicoidale che provengono da una villa veneta. Cosopicua è anche la collezione di sculture, soprattutto opere lignee medievali, con un'intensa Vergine e San Giovanni, dalle figure molto allungate, proveniente da un compianto del Cristo morto o un gruppo della Crocefissione oggi disperso.
Tra gli oggetti d'arte spiccano i grandi orci ceramici con lo stemma Medici, la collezione di vasi da farmacia, le statuine da presepe, gli arredi antichi e varie curiosità, come una Madonna col Bambino in papier maché di Bernardo Rossellino. Una piccola sala è decorata con oggetti di cineserie, vera passione dell'epoca. Questi oggetti furono tutti prodotti in Europa a imitazione di esemplari cinesi, mentre Acton, che visse alcuni anni in Cina, aveva raccolto una vasta collezione di opere d'arte cinesi che dovette però lasciare in Cina dopo lo scoppio della prima guerra mondiale e che oggi si trovano sparsi nei musei di mezzo mondo.

## Nella cultura di massa
- Nel film del 1926 Der geiger von Florenz, alcune scene sono state girate nel giardino di Villa La Pietra.